# Смилакс
Сми́лакс (лат. Smílax) — род лиан или лазающих кустарников из семейства Смилаксовые. Известно более 240 видов этого рода, распространённых главным образом в тропиках Азии и Америки, на островах Тихого океана. Три вида встречаются в Европе, два — в Африке. Виды рода иногда называют "Сассапари́ль" или "Сарсапари́ль". Это название происходит от исп. zarzaparrilla: zarza — «ежевика» (или вообще колючий кустарник) и parrilla (уменьшительное от parra — «лоза»).

## История
Наиболее известны виды Smilax, распространенные в центральноамериканских и карибских государствах: Мексика, Перу, Бразилия, Колумбия, Ямайка.
В 1553 году Сьеса де Леон в книге «Хроника Перу» дал первое описание этих растений и сообщил о важном их значении для лечения некоторых болезней, в частности, сифилиса:

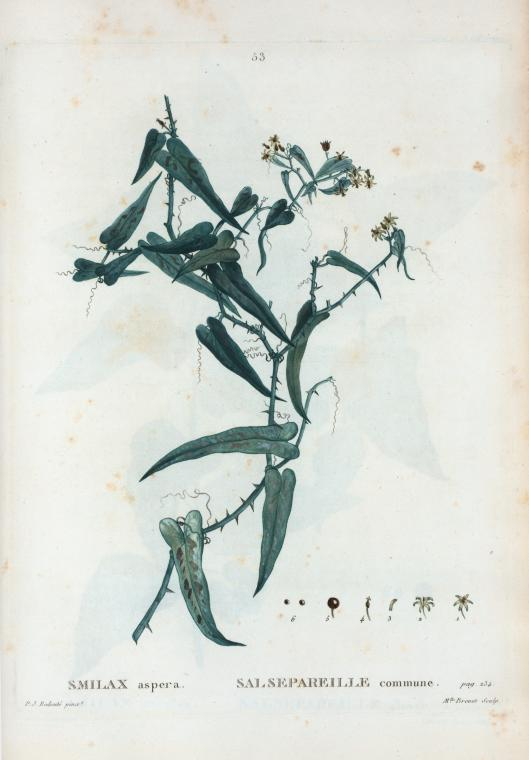
Смилакс шероховатый. Ботаническая иллюстрация П.-Ж. Редуте

Тут произрастает одно растение, в изобилии встречающееся на острове и в землях города Гуаякиль, под названием сарсапариль [zarzaparrilla], потому что своим видом оно похоже на ежевику [zarza], и покрытое на побегах и на большей части своих веток маленькими листочками. Корни этого растения полезны от многих болезней, а также от гнойной болезни [сифилис] и болей, причиняемых людям той заразной болезнью.— Сьеса де Леон П. Хроника Перу. Часть Первая. — Гл. LIV.

## Биологическое описание
Представители рода — деревянистые лианы или цепляющиеся кустарники и полукустарники с изгибистым, большей частью шиповатым стеблем и двурядными вечнозелёными листьями, снабжёнными усиками. Шипы кривые.
Цветки однополые (растения двудомные), собранные в щитки. Околоцветник простой, состоящий из 6 свободных листков; в мужском цветке большей частью 6, редко 7—15 тычинок; в женском цветке 6 или 1—3 нитевидных стаминодиев и один пестик с верхней трёхгнёздной завязью; в каждом гнезде по одной — две семяпочки.
Плод — шарообразная ягода, семя белковое.

## Хозяйственное значение и применение
Придаточные корни растений рода Смилакс (фармацевтическое название — лат. Radix Sarsaparillae, «корень сарсапарили») содержат стероидные сапонины, основные — олигозиды париллин и сарсапариллозид, производные сарсапогенина. Отвар корней применяется как мочегонное, противосифилитическое средство, при ревматизме и подагре.
Сарсапариловый корень был ввезён в Европу испанцами в 1536—1545 гг. и с тех пор стал употребляться против сифилиса, застарелого ревматизма и пр. Уже у Сьеса де Леона:

Корни этого растения полезны от многих болезней, а также от гнойной болезни [el mal de bubas — сифилис] и болей, причиняемых людям той заразной болезнью. И потому те, что желают вылечиться, располагаются в горячем месте, укрывшись так, чтобы холод или воздух не навредили болезни, принимая только слабительное и поедая отборные плоды, и воздерживаясь от пищи, и выпивая напиток из этих корней, замешанных для этого в необходимых пропорциях: а извлечённую жидкость, которая выходит очень чистой и без неприятного вкуса и запаха, несколько дней [подряд] дают пить больному, не воздействуя на него другими методами, отчего хворь покидает тело, потому он быстро выздоравливает и становится здоровее, чем был, а тело, как прополощенное, без отметин и следов, какие обычно появляются от иных лекарств, скорее оно становится таким совершенным, будто никогда и не было в нём хвори. И потому, действительно, творились великие излечения в том селении Гуаякиль в различные времена. И многие, кто внутри имел повреждённые внутренности, а тела — прогнившие, выпивая напиток из этих корней, выздоравливал, и обретал лучший цвет [кожи], чем во время болезни. А другие, приходившие с запущенными гнойниками, расположенными на теле, а также имевшие скверный запах изо рта, выпивая эту жидкость, через несколько дней совершенно выздоравливали. Наконец, многие, кто раздулся, кто [покрылся] язвами, все они возвращались домой здоровыми. И я считаю, что это одно из лучших корений или растений в мире, и наиболее полезное, как доказательство — многие выздоровевшие от его [принятия].— Сьеса де Леон П. Хроника Перу. Часть Первая. — Гл. LIV.
В торговле встречалось несколько сортов сарсапарилового корня, которые различались по следующим признакам:
- Клетки эндодермы почти квадратные (на поперечном разрезе); стенки их не сильно утолщённые, так что клеточная полость большая, а) Все стенки клеточки эндодермы равномерно утолщённые. Гондурасская сассапарель (идущая с восточного берега Центральной Америки, из Гондураса), b) Внутренняя стенка клеточки заметно толще наружной. Каракасская сассапарель (идёт из Венесуэлы, Каракас).
- Клетки эндодермы вытянуты по тангенсу; внутренняя стенка толще наружной. Манзилловая сассапарель (из города Manzilla на западном берегу Мексики).
- Клетки эндодермы вытянуты по радиусу. а) Стенки клеточки не сильно утолщены, клеточная полость широкая. Тампиковая, или паравая сассапарель (из города Pava в Бразилии или из Тампико в Мексике). b) Внутренняя стенка клеточки сильно утолщена, полость узкая, почти четырёхугольная. Веракрусская сассапарель (из Веракруса). Важнейшая составная часть всех сортов сассапарели — глюкозид париллин (1-1,88 %).

Считалось, что для медицинских целей предпочтительно употреблять боковые цилиндрические куски гондурасского корня длиной до 70 и более см, толщиной в 3—6 мм, покрытые морщинистой серо-бурой корой с продольными бороздками. Внутренний слой коры содержит значительное количество крахмала; в центре корня находится желтоватая древесинная часть; центр ядра представлен белой сердцевиной, также богатой крахмалом; вкус корня слизистый, затем несколько горьковатый и острый. Препарат изрезается на кусочки и в таком виде сохраняется в аптеках. Содержит, кроме крахмала, смилацин (индифферентное вещество), смолу, горькое экстрактивное вещество и органические кислоты. Применялось при лечении вторичного и третичного сифилиса в форме официнального цитмановского декокта; снаружи употреблялось в редких случаях как полоскание в зубоврачебной практике.

## Сассапариль на Кавказе
Сассапариль растёт на черноморском побережье Кавказа, в частности, в окрестностях города Сочи и в Абхазии. Кроме того, сассапариль распространён на Каспийском побережье Южного Дагестана (в субтропических лесах дельты реки Самур). Местные жители её собирают и заготавливают из молодых побегов (усиков) тёмно-красного цвета подобие консервов и едят как приправу к различным мясным блюдам. В Западной Грузии подваренные усики сассапарили используют для приготовления грузинской национальной закуски пхали из экалы (грузинское название сассапарили, груз. ეკალა). Свежесобранные побеги растения (верхушки) очень часто употребляются в пищу в сыром виде, они по вкусу кисло-горьковатые и сочные. Деревянистая часть растения в пищу не употребляется, поскольку не только несъедобна, но и напоминает по своей прочности стальную проволоку, да ещё вдобавок усеянную острыми шипами (колючками). Среднее расстояние между отдельными шипами около 7—12 см.
Длина деревянистых побегов сассапарили, растущей в диком виде, нередко достигает 30—50 метров, побеги эти очень прочны на разрыв и пригодны для изготовления канатов. Цвет взрослых одеревеневших побегов тёмно-зелёный, а средний диаметр 7—8 мм. При своей прочности взрослый побег непросто перерезать вручную даже острым ножом.

## Классификация
На рубеже XIX и XX веков род Смилакс подразделяли на четыре секции:
- Coprosmanthos Kunth (Nemexia Rafin.), 6 тычинок, в гнёздах завязи по 2 семяпочки; сюда относили Smilax china L., кустарник с однолетними округло-яйцевидными, 5-7-нервными листьями, дикорастущий в Восточной Азии, в Японии и доставляющий rhizoma, radix или ruber Chinae, из которых добывается syrupus Sarsaparillae compositus; к этой же секции относили Smilax herbacea L., американский вид.
- Coilanthus DC. Листки околоцветника наклонены внутрь цветка; тычинок 6, в каждом гнезде завязи по одной семяпочке; 8 видов, растущих в Азии, Австралии, Новой Каледонии.
- Eusmilax DC. (Parilax Rafin.) Листки околоцветника отворочены наружу, около 160 видов, встречающихся в Старом и Новом Свете; сюда относили Smilax medica Cham. et Schlecht., цепляющийся кустарник, с угловатым стеблем с сердцевидно-яйцевидными листьями и с красными ягодами; растёт в Мексике и доставляет веракрусский сарсапариловый корень, доставляемый и другими видами этой секции: Smilax syphilitica Humb. et Bonpl., растущий в тропической Америке, Smilax officinalis Kunth, там же, Smilax papyracea Duhamel, растущий во Французской Гвиане, в Бразилии, Smilax pseudosyphilitica Kunth, растущий в Бразилии и Гвиане, и многие другие виды.

### Виды
По информации базы данных The Plant List, род включает 248 видов.